# Chemin de Notre-Dame-de-la-Consolation
Le chemin de Notre-Dame-de-la-Consolation est une voie marseillaise située dans le 13e arrondissement de Marseille. 

## Situation et accès
Elle va du chemin de Château-Gombert la rue Albert-Einstein.
Cette rue passe à proximité de nombreux lotissements et résidences privées.

## Origine du nom
La rue est nommée d'après la chapelle Notre-Dame-de-la-Consolation, elle-même nommée en hommage à la Vierge Marie par le vocable Consolatrice des Affligés, bâtie en 1512 et transformée en maison d'habitation.

## Bâtiments remarquables et lieux de mémoire
- Au numéro 25 se trouve le lycée polyvalent Antonin-Artaud.
- Au numéro 83 se trouve l’école La Rose-Castors.
- Au numéro 149 se trouve la salle du royaume des Témoins de Jéhovah.
- Au croisement avec la rue Paul-Langevin se trouvent les dépôts de bus et de métro de La Rose.